# Gaizka Mendieta
Gaizka Mendieta (Bilbao, 1974. március 27. –) spanyol válogatott labdarúgó. Posztját tekintve középpályás.
Pályafutása nagy részét a Valencia együttesében töltötte, majd 2008-ban az angol Middlesbroughból vonult vissza. Megfordult még a Lazioban és a Barcelonaban.
A spanyol válogatottban 40 alkalommal léphetett pályára és 8 gólt szerzett. A nemzeti csapat tagjaként részt vett a 2000-es Európa-bajnokságon és a 2002-es világbajnokságon.

## Sikerei, díjai

### Klubcsapatban
- Valencia CF
  - Copa del Rey:
    - 1. hely: 1998/99

  - Supercopa de España: 
    - 1. hely: 1999

  - Bajnokok Ligája: 
    - 2. hely: 2000, 2001
- Middlesbrough FC
  - Angol ligakupa:
    - 1. hely: 2003/04

### Válogatottban
- Spanyolország U21
  - U21-es Európa-bajnokság:
    - 2. hely: 1996

### Egyéni
- UEFA-bajnokok ligája–legjobb középpályás: 2000, 2001

## Külső hivatkozások
- Statisztika a spanyol klubcsapatokban
- válogatott statisztika
- national-football-teams.com